# إنفيجن (مركبة فضائية)
إنفيجن (بالإنجليزية: EnVision) وهي مهمة مدارية مقترحة حول كوكب الزهرة، والتي ستقوم بعمليات تخطيط راداري عالي الدقة ودراسات جوية للكوكب. ستساعد هذه المهمة العلماء على فهم العلاقات بين النشاط الجيولوجي للكوكب وغلافه الجوي، وستبحث في سبب اتباع كوكبي الأرض والزهرة مسارات تطورية مختلفة. تُجرى دراسات هذه المهمة بالتعاون مع وكالة ناسا، مع تقييم إمكانية تقاسم مسؤوليات هذه المهمة مع وكالة ناسا حاليًا.

## نظرة عامة
اختارت وكالة الفضاء الأوروبية (ESA) التصور الخاص بهذه المهمة، في شهر مايو 2018، ليكون مرشحًا نهائيًا للمهمة الخامسة من الفئة المتوسطة (إم 5) لبرنامج «الرؤية الكونية» الخاص بالوكالة. تُجرى دراسات المهمة بالتعاون مع الإدارة الوطنية للملاحة الجوية والفضاء (ناسا)، مع تقييم إمكانية تقاسم مسؤوليات هذه المهمة مع وكالة ناسا حاليًا من النواحي العلمية، والتقنية، والبرمجية. يعتبر الماسح العابر للسماء عالية الطاقة والكون المبكر (THESEUS) المرشح النهائي الآخر، لهذه المهمة الخامسة، وهو مرصد فضائي لأشعة غاما. ستختار وكالة الفضاء الأوروبية المهمة الفائزة في عام 2021، على أن تُطلَق هذه المهمة في عام 2032.
وإذا اختُيرت هذه المهمة، ستُطلَق إنفيجن على متن الصاروخ أريان 6.2، وستستغرق الرحلة إلى الزهرة خمسة أشهر؛ وبعد ستة أشهر من الكبح الجوي حول كوكب الزهرة، ستبدأ المركبة مهمتها التي ستستمر لمدة أربعة أعوام على ارتفاع 259 كيلومترًا من سطح كوكب الزهرة. ستكون إنفيجن قادرةً على رصد التغيرات السطحية بمقاييس تصل إلى عدة سنتيمترات، ما سيمكن العلماء من وصف الأنشطة البركانية والتكتونية للكوكب، بالإضافة إلى تقدير معدلات التعرية والتغيرات السطحية. قُدرت تكلفة هذه المهمة بنحو 544 مليون يورو.
عُين ريتشارد غايل، من كلية رويال هولواي (جامعة لندن)، عالمًا رئيسيًا لمهمة إنفيجن. وعُين كل من كولين ويلسون (قائد البحث العلمي للمهمة)، من جامعة أكسفورد، وتوماس وايدمان (قائد إدارة برنامج المهمة)، من مختبر (LESIA) بمرصد باريس، نائبين للعالم الرئيسي للمهمة.

## الأهداف العلمية
تتضمن القياسات العلمية الأساسية: تخطيط عالي الدقة لبعض الأهداف المعينة، والتغيرات السطحية، وأشكال أرضية الكوكب، والطبقة تحت السطحية، وتضاريس الكوكب، والانبعاثات الحرارية، وثنائي أكسيد الكبريت، والماء، ونسبة الديوتيريوم إلى الهيدروجين، والجاذبية، ومعدل الدوران، ومحور الدوران. وتعتبر الأهداف الدقيقة للمهمة:
- تحديد مستوى وطبيعة النشاط الحالي بالكوكب.
- تحديد تسلسل الأحداث الجيولوجية التي أنتجت مجموعة السمات السطحية للكوكب.
- تقييم حالة كوكب الزهرة من ناحية احتوائه على محيطات في الماضي أو إذا كان صالحًا لاستضافة الحياة.
- فهم الإطار الجيوديناميكي المُنظِم الذي يتحكم في انبعاث الحرارة الداخلية على مدار تاريخ الكوكب.